# Downsara
× Downsara, (abreviado Dwsa) en el comercio, es un híbrido intergenérico entre los géneros de orquídeas Aganisia × Batemannia × Otostylis × Zygosepalum. Fue publicado en Orchid Rev. 83, cppo: 8 (1975).